# Acer yui
Acer yui — вид квіткових рослин з родини сапіндових (Sapindaceae).

## Опис
Дерева ≈ 7 метрів заввишки. Кора коричнево-сіра чи чорнувато-сіра. Гілочки тонкі, голі; сочевички яйцеподібні чи майже округлі, дрібні. Листя опадне: ніжка пурпурувата чи пурпурувато-зелена, 3–4 см; листкова пластинка широко-яйцеподібна, 3–7 × 2–2.5 см, абаксіально (низ) жовто запушена в пазухах жилок, адаксіально гола і гладка, 3-лопатева чи 3-зубчаста; частки цілі або злегка хвилясті; середня частка яйцювато-трикутна чи ланцетна, верхівка загострена; бічні частки трикутно-яйцеподібні, верхівка тупа. Супліддя 5–7 см. Плодів 3–5; горішки опуклі, ≈ 7 × 5 мм, злегка запушені, жилкуваті; крило з горішком обернено-яйцювате, 22 × 10 мм, верхівка тупа, крила тупо розгорнуті. Плодить у вересні.

## Поширення
Вид є ендеміком північно-східного й південно-центрального Китаю: пд. Ганьсу, пн.-зх. Сичуань.
Населяє змішані ліси, долини; на висотах 1800–2000 метрів.